# MacArthur Park
«MacArthur Park» (с англ. — «Парк Макартура») — песня американского автора песен и композитора Джимми Уэбба. Первым, кто исполнил песню был ирландский актер и музыкант Ричард Харрис в 1968 году. В его исполнении песня смогла достичь второй строчки американского чарта Billboard Hot 100, а также четвёртой строчки в UK Singles Chart. Позже песня была множество раз перепета другими артистами. Самыми успешными стали кантри-версия в исполнении Уэйлона Дженнингса и диско-версия в исполнении Донны Саммер.
Источником вдохновения для создания песни послужили взаимоотношения Уэбба со Сьюзи Мертон. Парк Макартура, что расположен в Лос-Анджелесе, стал местом частых встреч Джимми и Сьюзи. Однако роман закончился расставанием. Сам автор в интервью и позиционировал песню как песню о «расставании».

## Версия Ричарда Харриса
Песня «MacArthur Park» была впервые исполнена Ричардом Харрисом, после того, как он познакомился с композитором на благотворительном вечере в Восточном Лос-Анджелесе в конце 1967 года. Уэбб был приглашён туда, чтобы сыграть на фортепиано. Харрис, который только что снялся в «Камелоте» и исполнил там несколько песен, поделился с Уэббом, что он хотел бы выпустить музыкальный альбом. Сначала Уэбб не воспринял Харриса всерьёз, но позже он получил приглашение в Лондон для записи нескольких песен. Уэбб принял приглашение и прилетел в Лондон, где они записали с Харрисом несколько песен для проекта, но ни одна из них не подошла для уверенного дебюта. Здесь же Уэбб предлагает Ричарду исполнить написанную не так давно песню «MacArthur Park», от которой ранее отказались The Association из-за длительности, сложности структуры и лирики. Эта песня и была выбрана для лид-сингла с дебютного альбома Харриса A Tramp Shining. Песня была записана в Голливуде в декабре 1967 года. Композиция увидела свет в апреле 1968 года. Несмотря на длительность песни в семь минут и необычную структуру, песня становится довольно популярной. В американском Billboard Hot 100 песня добирается до второй строчки. Песня также покоряет чарты Британии и Австралии. В 1969 году за «MacArthur Park» Уэбб получил «Грэмми» за лучшую аранжировку.

### Отзывы критиков
Брюс Эдер из AllMusic заявил, что ни в какой другой момент истории независимый сингл, записанный актёром, в основном известным своими диалогами (в стиле Рекса Харрисона) в саундтреке к «Камелоту», не мог достичь второго места в американских чартах и стать мировым феноменом.
В 1992 году журналист издания The Miami Herald Дэйв Барри провел опрос на самую худшую песню разных лет. «MacArthur Park» в исполнении Харриса была названа худшей песней 1968 года.

### Чарты

#### Еженедельные чарты
| Чарт (1968)                        | Высшая позиция |
| ---------------------------------- | -------------- |
| Австралия (Kent Music Report)      | 1              |
| Великобритания (OCC UK Singles)    | 4              |
| Ирландия (IRMA)                    | 9              |
| Канада (RPM Top Singles)           | 1              |
| Нидерланды (Dutch Top 40)          | 12             |
| Нидерланды (Single Top 100)        | 12             |
| США (Billboard Adult Contemporary) | 10             |
| США (Billboard Hot 100)            | 2              |
| США (CashBox Top 100)              | 3              |
| Чарт (1972)                        | Высшая позиция |
| Великобритания (OCC UK Singles)    | 72             |

#### Годовые чарты
| Чарт (1968)               | Позиция |
| ------------------------- | ------- |
| Канада (RPM Top Singles)  | 33      |
| США Top 100 Songs of 1968 | 51      |
| США (Billboard Hot 100)   | 14      |
| США (CashBox Top 100)     | 33      |

## Версия Уэйлона Дженнингса
Кавер-версия «MacArthur Park» была записана кантри-певцом Уэйлоном Дженнингсом для его альбома Country-Folk 1969 года, при участии семейной группы The Kimberlys. Эта версия добралась до 23-го в чарте Hot Country Songs и 93-го в Billboard Hot 100. Он также выиграл «Грэмми» в 1969 году за лучшее вокальное кантри-исполнение дуэтом или группой. В 1976 году он перезаписал песню для альбома Are You Ready for the Country.

### Чарты
| Чарт (1969)                       | Высшая позиция |
| --------------------------------- | -------------- |
| Канада (RPM Country Tracks)       | 11             |
| Канада (RPM Top Singles)          | 96             |
| США (Billboard Hot 100)           | 93             |
| США (Billboard Hot Country Songs) | 23             |

## Версия Донны Саммер
В сентябре 1978 года в свет вышла «MacArthur Park» в исполнении «королевы диско» Донны Саммер. Песня стала большим хитом, покорив вершину чарта Billboard Hot 100. Саммер также получила свою первую номинацию на премию «Грэмми» в категории «Лучшее женское вокальное поп-исполнение». Она стала первой певицей своего времени, одновременно имеющей и сингл и альбом на первой строчке американского чарта Billboard.
Запись Саммер «MacArthur Park» стала частью медли «MacArthur Park Suite» на её двойном альбоме Live and More. Почти 18-минутное музыкальное попурри «MacArthur Park Suite» включало в себя также песни «One of a Kind» и «Heaven Knows», последняя была выпущена как второй сингл с Live and More. Это попурри также было издано в виде 12-дюймовой виниловой пластинки, в 1978 году оно оставалось на первом месте в чарте Hot Dance Club Songs в течение пяти недель.
В 2013 году песня была ремикширована диджеем Лейдбэком Люком для альбома ремиксов Саммер Love to Love You Donna, эта версия достигла первого места в танцевальном чарте, став двадцатым номером один в чарте.

### Позиции в хит-парадах

#### Еженедельные чарты
| Хит-парад (1978—1979)                      | Высшая позиция |
| ------------------------------------------ | -------------- |
| Австралия (Kent Music Report)              | 8              |
| Бельгия/Фландрия (Ultratop 50)             | 13             |
| Великобритания (OCC UK Singles)            | 5              |
| Германия (GfK)                             | 39             |
| Ирландия (IRMA)                            | 7              |
| Испания (Los 40 Principales)               | 6              |
| Испания (Promusicae)                       | 13             |
| Италия (Musica e dischi)                   | 19             |
| Канада (RPM Adult Contemporary)            | 1              |
| Канада (RPM Dance/Urban)                   | 1              |
| Канада (RPM Top Singles)                   | 1              |
| Нидерланды (Dutch Top 40)                  | 9              |
| Нидерланды (Single Top 100)                | 8              |
| Новая Зеландия (Recorded Music NZ)         | 4              |
| США (Billboard Adult Contemporary)         | 10             |
| США (Billboard Dance Club Songs)           | 1              |
| США (Billboard Hot 100)                    | 1              |
| США (Billboard Hot R&B/Hip-Hop Songs)      | 8              |
| США (CashBox Top 100)                      | 1              |
| Финляндия (Suomen virallinen lista)        | 6              |
| Швеция (Sverigetopplistan)                 | 16             |
| Чарт (2013)                                | Высшая позиция |
| США (Billboard Dance Club Songs)           | 1              |
| США (Billboard Hot Dance/Electronic Songs) | 20             |

#### Годовые чарты
| Чарт (1978)                   | Позиция |
| ----------------------------- | ------- |
| Австралия (Kent Music Report) | 96      |
| США Top 100 Songs of 1978     | 10      |
| Канада (RPM Top Singles)      | 33      |
| США (CashBox Top 100)         | 27      |
| Чарт (1979)                   | Позиция |
| США (Billboard Hot 100)       | 12      |

### Сертификации и продажи
| Регион | Сертификация | Продажи  |
| --- | ------------ | -------- |
| Великобритания (BPI) | Серебряный   | 250 000^ |
| Канада (Music Canada) | Золотой      | 150 000^ |
| США (RIAA) | Золотой      | 500 000^ |
| * Данные о продажах приведены только на основе сертификации. ^ Данные о тиражах приведены только на основе сертификации. |              |          |